# Asilo de las Hermanitas de los Pobres (Málaga)
El Asilo de las Hermanitas de los Pobres de Málaga, España es un inmueble construido en 1868 por Diego Clavero Zafra en dicha ciudad. Está situado en la confluencia de la Explanada de la Estación con Calle Héroe Sostoa, en el distrito Carretera de Cádiz.
El edificio presenta una fachada muy sencilla con un cuerpo central de tres pisos al igual que en las fachadas laterales, aunque en parte de la central rebaja la altura para romper la posible monotonía de un volumen compacto. Contribuye a esta sensación de ligereza el uso de ladrillo en la fachada y la abundancia de vanos de medio punto en el piso bajo, y escarzano en los restantes. En el centro se resalta la portada mediante el uso de la piedra, y se compone entre contrafuertes rematados en bolas, prolongándose la puerta en altura con el balcón del piso superior.

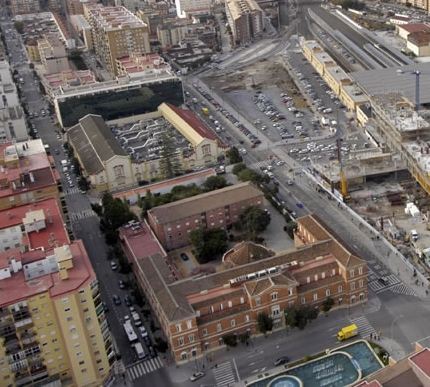
Vista aérea del edificio en primer plano.

En el interior destaca la capilla, eje del edificio, que presenta un interesante diseño de planta central. Está definida por un espacio circular al que se abre una volada tribuna y se cubre con bóveda semiesférica sólidamente apoyada en un muro cilíndrico apilastrado; Una triple y esbelta arquería da acceso a una pequeña capilla mayor cuyo espacio oval se dispone en sentido transversal y está rodeado por deambulatorio anular que se interrumpe tras el altar con el volumen de la sacristía. Esta capilla es panteón de los Larios y en la cripta se encuentra enterrado Martín Larios y Herreros y algunos de sus familiares.